# Paco Obregón
Paco Obregón Aguirreburualde (1952 - ) es un actor y director de escena español.
Paco Obregón es un actor originario del País Vasco afincado en Madrid. Fundador de la compañía Geroa, la más importante compañía del País Vasco en la década de 1980 y referente del teatro vasco y español.

## Biografía
Paco Obregón nació el 5 de agosto de 1952 en la localidad vizcaína de Durango en el País Vasco (España). Se diplomó en magisterio por en la escuela de magisterio de Bilbao. Comienza su labor actoral en Durango y en 1979 convierte el grupo Geroa en compañía profesional con el estreno de la obra "Kaixo Agirre". Obregón ejerció de actor, director y dramaturgo dentro de Geroa siendo uno de los profesores de Antzerki Eskola, la escuela de teatro que el grupo organizó. Lideró hasta poco antes de su disolución en el año 1997.
En 1993 funda la compañía  Eolo Teatro que recibe en dos ocasiones el "Premio Ercilla a la mejor compañía de teatro vasca". 
Participa en trabajos de otras compañías como Zascandil, Tanttaka, Fuegos Fatuos, Suripanta, etc. En el año 2009 fue nominado al Premio Ercilla al mejor actor secundario por "Muerte accidental de un anarquista", bajo la dirección de Esteve Ferrer.
Ha realizado trabajos en cine y TV.

## Algunos de sus trabajos
Entre los muchos trabajos interpretativos que ha realizado en su carrera profesional cabe destacar:
Como actor
- El loco en "Muerte accidental de un anarquista" de Dario Fo con Geroa, Premio Ercilla de Teatro.
- Lope de Aguirre en "Doña Elvira, imagínate Euskadi" de Ignacio Amestoy con Geroa, premio Ercilla de Teatro.
- "¿Dónde estás Ulalume, dónde estás?" de Alfonso Sastre, con Eolo Teatro.
- "Estrategia para dos jamones" de R. Cousse, con Eolo Teatro.
- "Desnudos" de Joan Casas, con Eolo Teatro.
- "Platonov"  dirección de  Gerardo Vera.
- "Madre Coraje" dirección de  Gerardo Vera.
- "Toc Toc" de Laurent Baffie y dirección de Esteve Ferrer, Premio Ercilla de Teatro.[2]

Como director
- "Grande Place" con Geroa.
- "Durango un sueño" con Geroa.
- "Ertziana al pil-pil" con Geroa.

En TV
- "El Caso. Crónica de sucesos"
- "Amar es para siempre"
- "Gran Hotel"
- "Águila Roja"
- "Los misterios de Laura"
- "Cuenta atrás"
- "Camera Café"
- "Periodistas"
- " Mi querido Klikowsky".[1]